# 內藏寮
內藏寮（日语：／／）是日本律令制中隶属于中務省的律令机构。和訓是，即“内藏之司”，唐名是“倉部”。另外近代战前的宫内省也设有同名机构。

## 律令制的內藏寮
內藏寮的起源可以追溯到律令时代之前的三藏——大藏、内藏、斋藏之一的内藏。据说内藏可以追溯到履中天皇时代，是管理日本皇室财宝的仓库，在进入律令时代后，仍作为中務省的下辖机构而存在。
內藏寮的职责是管理皇室财产，包括金、银、丝绸等，收入主要是每年从大藏省交付。它还管理着各地贡品，以及通过对外贸易采购的货物，并且被认为还控制着官方贸易。此外，內藏寮还经营官方作坊制造装饰品，在这一部分职责与大藏省下属的内匠寮重叠。內藏寮中保管的公款和物品的支出，一般需要通过太政官符等手续，但如果天皇认为有必要，可以通过内侍或藏人直接发布采购或支出金钱和货物的圣旨 。另外，钥匙的管理与諸官廳的倉庫不同，主鑰可以直接向內裏申请开锁钥匙，无需经过監物。
正因如此，內藏寮非常重要，甚至在律令体制名存实亡后，它仍在藏人所管辖下继续运作，特别是在节日、宴会，天皇送给各王、朝臣的礼物，都是从內藏中取出。而传统上由内膳司和大膳職负责的宴会膳食有时会由內藏寮负责采购 。此外，除了由神祇官和諸陵寮负责准备的各神社和山陵的供品外，內藏寮也会准备天皇个人名义的供品，这些措施被认为是天皇有意建构他与皇室、贵族、神祗的个人关系。
然而，随着內藏寮的功能扩大，仅靠大藏省送来的物品和通过临时国内外贸易采购的物品已经无法支付费用了。因此，在《延喜式》中，规定从大藏省以外的其他政府机关（織部司、圖書寮、内匠寮、兵庫寮等）提供「諸司年料供進」，以及各个令制國提供的「諸国年料供進」，扩大內藏寮的收入。
随着律令制度的衰落，朝廷逐渐成为皇室的家政机构，內藏寮的主管內藏头慣例上由曾任藏人头、近衛中将、少将的殿上人担任，此外也有內藏头兼任的案例。院政时代，这一职位转向由有财力的受領担任，室町时代初期开始，內藏头成为山科家的世袭职位。

### 职员
- 頭（从五位下 → 从五位上相当）
- 助（从六位上 → 正六位下相当）
- 允（从七位上相当） 後分为大允（正七位下相当）・少允（从七位上相当）
- 大属（从八位下相当）　少属（大初位上相当）
- 史生　新設
- 寮掌　新設
- 使部
- 直丁

- 大・少主鑰　钥匙管理，延历18年（799年）废除

- 藏部　管理倉庫出納的伴部
- 价長　物价調査的伴部

- 典革（正八位上相当）　監督革製品染色，下辖伴部与品部--狛部・狛户，大同元年（806年）自大藏省移管，之后废除
  - 狛部、狛户　负责革製品染色的伴部与品部
- 典履（正八位上）　監督革製品製造
  - 百济手部、百济户　负责製造革製品的伴部与品部

- 杂色作手

## 近代的內藏寮
1868年由于明治維新开始，內藏寮随之废除，但是后续由于伊藤博文推动「宮中与政府分離」，內藏寮于1884年作为掌管宮中会計的机构复活，置于宮内省之下，并存续至1947年，随宮内省废除而再次废除。今日內藏寮的职责由宫内厅長官官房负责。

## 相关项目
- 日本古代职官